# Stazione di Nijūbashimae
Nijūbashimae (二重橋前駅?, Nijūbashimae-eki) è una stazione della metropolitana di Tokyo, si trova a Chiyoda. La stazione è servita dalla linea Chiyoda della Tokyo Metro.

## Struttura
La stazione è dotata di una piattaforma a isola con due binari.
| 1 | Linea Chiyoda | per Omotesandō, Yoyogi-Uehara e Karakida |
| 2 | Linea Chiyoda | per Ōtemachi, Ayase, Abiko e Hannō       |

## Stazioni adiacenti
| «             | Servizio      | »             |
| Linea Chiyoda | Linea Chiyoda | Linea Chiyoda |
| ------------- | ------------- | ------------- |
| Hibiya        | -             | Ōtemachi      |